# Shock idrostatico
Lo shock idrostatico è un controverso concetto di balistica terminale secondo cui l'ingresso in un essere umano - o in un animale - di un oggetto trafiggente, in genere un proiettile, provoca una serie di onde di pressione che possono determinare danni invalidanti immediati a carico del sistema nervoso centrale, in particolare a livello neuronale.
Era stato ipotizzato che gli effetti di queste onde di pressione potessero anche causare fratture ossee indirette, anche ad ampia distanza dal punto di ingresso del proiettile, ma successivamente si è dimostrato che tali fratture sono causate da effetti di cavità temporanea: quest'ultima è la porzione del bersaglio vivente che circonda radialmente la cavità permanente (ossia il punto specifico di penetrazione del proiettile) ed è interessata dalla massima intensità delle onde di pressione; tali onde provocano uno stato di tensione del tessuto osseo, ancorché temporanea, che può determinare rotture dello stesso.